# Yabba Falls
Yabba Falls är ett vattenfall i Australien. Det ligger i delstaten Queensland, omkring 120 kilometer nordväst om delstatshuvudstaden Brisbane.
Runt Yabba Falls är det mycket glesbefolkat, med 2 invånare per kvadratkilometer.. Det finns inga samhällen i närheten. 
I omgivningarna runt Yabba Falls växer huvudsakligen savannskog. Genomsnittlig årsnederbörd är 1 261 millimeter. Den regnigaste månaden är januari, med i genomsnitt 249 mm nederbörd, och den torraste är september, med 31 mm nederbörd.